# Terestrombus fragilis
Strombe fragile
Espèce
Terestrombus fragilis est une espèce de mollusques gastéropodes marins de la famille des Strombidae.
- Taille maximale : 2,5 à 5 cm.
- Répartition : est de l'Océan Indien.